# Bãi chôn lấp

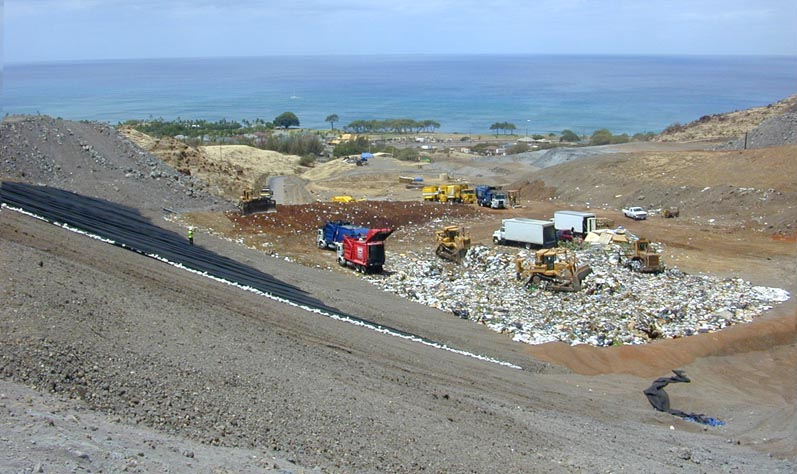
Hoạt động chôn lấp ở Hawaii, Hoa Kỳ. Khu vực chôn lấp là một "ô" duy nhất, được xác định rõ ràng ranh giới và có một lớp lót bãi chôn lấp bảo vệ ỏ phía bên trái để ngăn ngừa ô nhiễm do nước rỉ rác thấm xuống dưới thông qua quá trình hình thành địa chất bên dưới.

Bãi chôn lấp, còn được gọi là bãi đổ chất thải, bãi chứa chất thải, bãi thải hay chung chung là bãi rác, (tiếng Anh: landfill) là một địa điểm xử lý chất thải bằng cách chôn lấp. Bãi chôn lấp là hình thức xử lý chất thải lâu đời nhất và phổ biến nhất, mặc dù việc chôn lấp chất thải có hệ thống bằng các lớp phủ hàng ngày, lớp trung gian và lớp phủ cuối cùng chỉ mới xuất hiện từ những năm 1940. Trước đó, rác thải bị chất thành đống hoặc vứt xuống hố.
Một số bãi chôn lấp được sử dụng trong quy trình quản lý chất thải lớn hơn, chẳng hạn dùng để chứa tạm thời chất thải, hoặc là để tập trung một chỗ rồi vận chuyển đi, hoặc là để tiến hành các giai đoạn xử lý chất thải khác nhau, chẳng hạn như phân loại rác, xử lý rác hoặc tái chế rác. Các bãi chôn lấp có thể bị rung chuyển nghiêm trọng hoặc đất bị hóa lỏng nếu xảy ra động đất mà không có các công nghệ để ổn định bãi. Khi bãi đã đầy thì phần diện tích bên trên bãi chôn lấp có thể được thu hồi để sử dụng cho mục đích khác.

## Tác động xã hội và môi trường
Các bãi chôn lấp có nguy cơ gây ra một số vấn đề cho xã hội và môi trường. Xe tải hạng nặng chở chất thải có thể gây hư hỏng đường sá và từ đó gây gián đoạn cơ sở hạ tầng. Nạn ô nhiễm đường sá và nguồn nước địa phương do chất bẩn dính trên bánh xe của các phương tiện chở chất thải khi chúng rời khỏi bãi chôn lấp có thể hết sức nghiêm trọng nhưng có thể được giảm thiểu bằng hệ thống rửa bánh xe. Ô nhiễm môi trường nơi có bãi chôn lấp có thể ở nhiều hình thức như ô nhiễm nước ngầm, ô nhiễm tầng ngậm nước hoặc ô nhiễm đất.

### Nước rỉ rác
Khi có mưa tại các bãi chôn lấp lộ thiên, nước sẽ thấm qua chất thải và bị nhiễm bẩn bởi các chất lơ lửng và hòa tan, tạo thành một thứ gọi là nước rỉ rác. Nếu không được ngăn chặn, nước rỉ rác thấm xuống có thể làm ô nhiễm nguồn nước ngầm. Các bãi chôn lấp được xem là hiện đại đều phải được xây dựng ở những nơi ổn định về mặt địa chất, sử dụng kết hợp các lớp lót không thấm nước dày đến vài mét, kết hợp với hệ thống thu gom để chứa và thu giữ nước rỉ rác này. Sau đó, tiếp tục xử lý nước rỉ rác hoặc để bay hơi. Khi bãi chôn lấp đã đầy, người ta sẽ bịt kín bãi để ngăn chặn nước mưa gây hình thành nước rỉ rác mới. Tuy nhiên, lớp lót phải đạt độ bền từ vài trăm năm trở lên. Cuối cùng, vì bất kỳ lớp lót bãi chôn lấp nào cũng có thể bị rò rỉ, nên mặt đất xung quanh bãi chôn lấp phải được kiểm tra nước rỉ rác để ngăn chặn các chất ô nhiễm làm ô nhiễm nước ngầm.

### Khí phân hủy
Thức ăn nói riêng cũng như các chất thải hữu cơ nói chung khi phân hủy sẽ tạo ra nhiều loại khí phân hủy, đặc biệt là CO2 và CH4 từ quá trình phân hủy hiếu khí và kỵ khí. Cả hai quá trình này xảy ra đồng thời ở các địa điểm khác nhau trong cùng một bãi chôn lấp. Ngoài lượng O2 sẵn có, tỷ lệ thành phần khí sẽ khác nhau, tùy thuộc vào thời gian chôn lấp, loại chất thải, độ ẩm và các yếu tố khác. Ví dụ, lượng khí bãi rác tối đa được tạo ra có thể được minh họa bằng phản ứng ròng đơn giản hóa sau đây của diethyl oxalate, nhằm giải thích cho các phản ứng đồng thời này:
4 C6 H10 O4 + 6 H2O → 13 CH4 + 11 CO2
Tính trung bình thì khoảng một nửa nồng độ thể tích của khí phân hủy là CH4 và gần một nửa còn lại là CO2 . Khí này cũng chứa khoảng 5% nitơ phân tử (N2), dưới 1% hydro sunfua (H2S) và một nồng độ thấp các hợp chất hữu cơ không chứa metan (NMOC), cỡ khoảng 2700 ppmv.

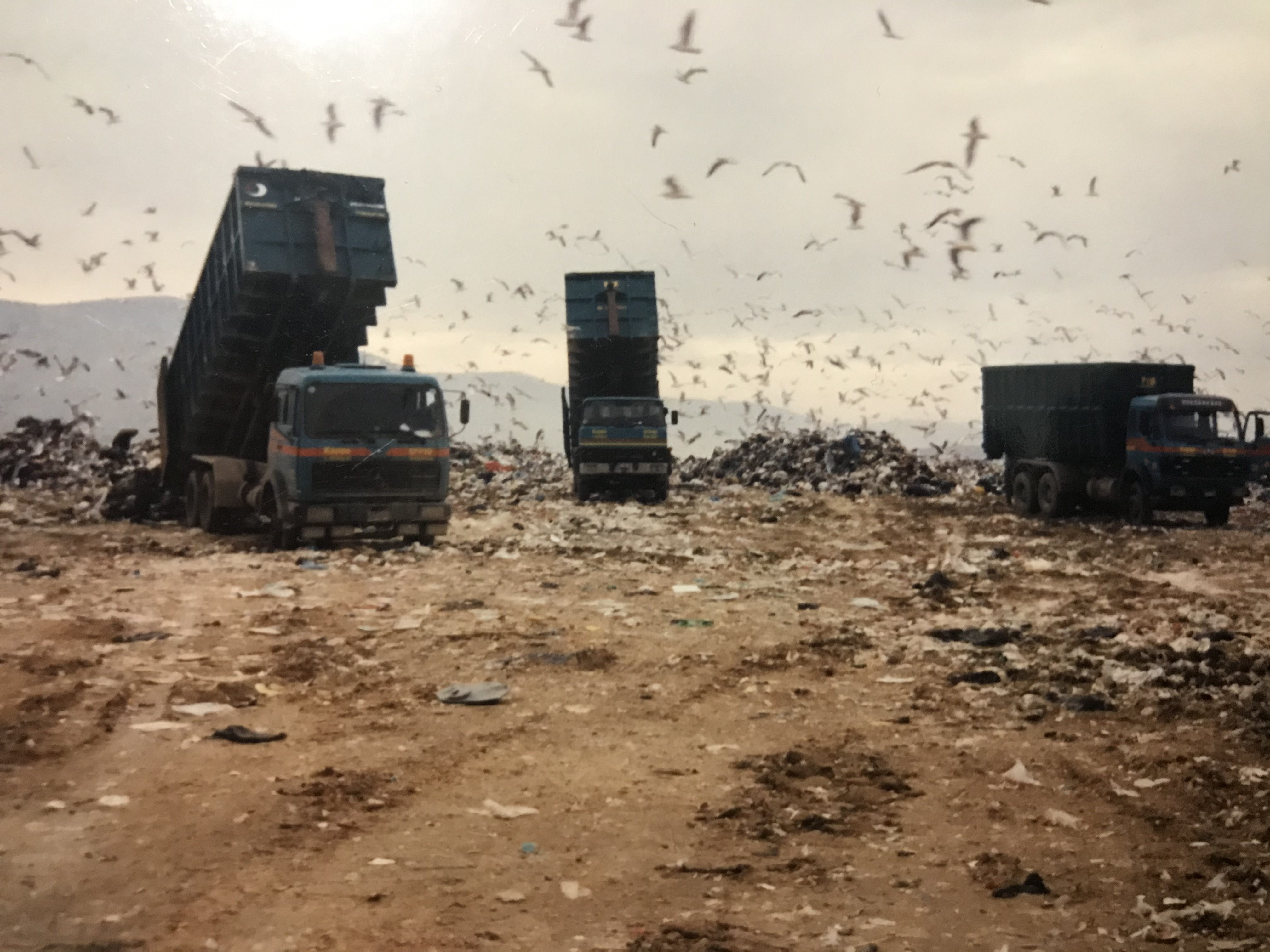
Bãi đổ chất thải ở Athens, Hy Lạp

Khí phân hủy có thể thoát ly khỏi bãi rác rồi hòa vào không khí và đất xung quanh. Khí mê-tan là một loại khí nhà kính, dễ cháy và có khả năng gây nổ ở nồng độ nhất định, điều này khiến nó trở nên hoàn hảo để đốt nhằm tạo ra nguồn điện sạch. Vì quá trình phân hủy thực vật và chất thải thực phẩm chỉ giải phóng lượng carbon vốn dĩ đã được thu giữ từ khí quyển thông qua quá trình quang hợp trước đó nên không có carbon mới nào đi vào chu trình carbon và nồng độ CO2 trong khí quyển không bị ảnh hưởng. Carbon dioxide giữ nhiệt trong khí quyển, góp phần gây ra biến đổi khí hậu. Tại các bãi chôn lấp được quản lý hợp lý thì người ta thu các loại khí phân hủy và đốt hoặc thu hồi để dùng vào việc khác.

### Sinh vật trung gian truyền bệnh
Các bãi chôn lấp vận hành kém có thể trở thành cứ điểm của các sinh vật trung gian truyền bệnh như chuột và ruồi, và chúng có thể lây lan nhiều bệnh truyền nhiễm nguy hiểm. Một cách để giảm bớt sinh vật trung gian là sử dụng lớp phủ hàng ngày .

### Các nguy cơ khác

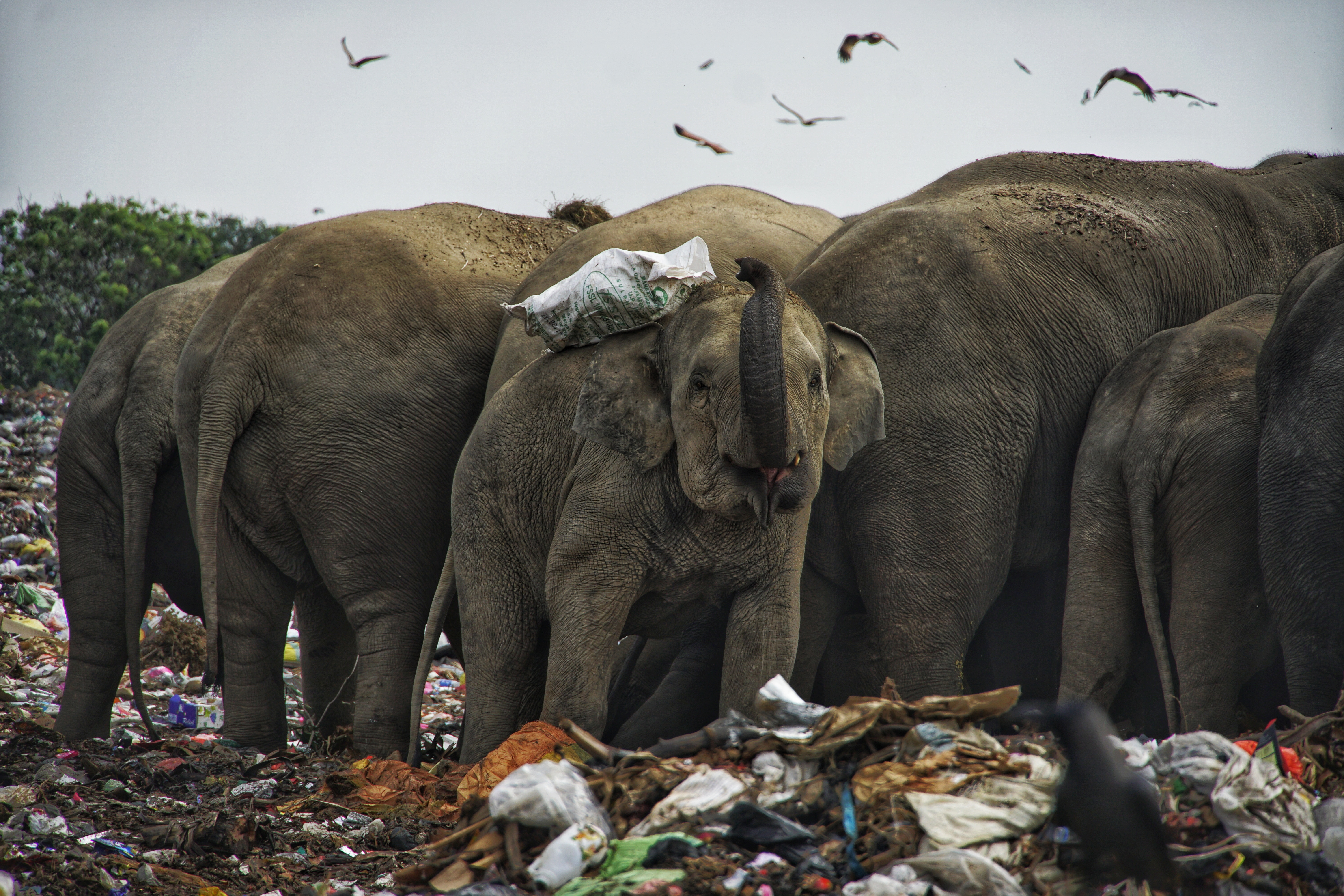
Đàn voi hoang dã bới rác ở Sri Lanka

Ở những nơi mà con người chiếm giữ dần môi trường sống của động vật hoang dã, sức khỏe của một số loài động vật có thể bị ảnh hưởng do chúng chuyển sang tiêu thụ chất thải từ các bãi chôn lấp. Ngoài ra, bãi chôn lấp còn có thể gây ra tình trạng bụi, mùi hôi thối, ô nhiễm tiếng ồn và làm giảm giá trị bất động sản khu vực xung quanh.